# Patrick Rouillard
Patrick Rouillard, né le 21 janvier 1960 à La Trimouille, est un pilote de rallye automobile, originaire de la région toulousaine. Il est deux fois vainqueur de la finale de la Coupe de France des rallyes en 1998 et 2000.

## Biographie
Rouillard court d'abord en circuit. Il est demi-finaliste du volant Elf en 1986 et dispute le championnat de France « Production » sur une BMW 530. Les saisons 1987 et 1988 il roule en Championnat de France de Formule Renault.
Il commence le rallye en 1989 au Rallye de la Montagne Noire avec la BMW M3 d'un client où il termine 3e du classement général derrière Hugues Delage et Serge Sastre. Il continue ensuite dans cette discipline, avec une vénérable mais performante BMW 323 groupe F. De 1991 à 1995 il ramasse une quarantaine de victoires de groupe, et une dizaine de victoires scratch.
En 1996 Patrick Rouillard passe sur la BMW M3 avec autant de succès. La encore il récolte beaucoup de succès scratch, et il termine régulièrement les finales de Coupe de France des rallyes bien placé (2e à Sens et à Tournus).
En 2000 le pilote toulousain monte sur une BMW 318ti compact dans le tout nouveau groupe F2000. Après une période de mise au point, le véhicule devient compétif et récolte les succès de groupe, ainsi que d'estimables places au général, notamment à la finale de La Ciotat en 2000. 
Il s'engage par la suite en Championnat de France des rallyes en 2002, où il termine 4e du classement final. Notons cette année-là une infidélité à la BMW, avec une participation au Critérium des Cévennes sur une Subaru Impreza WRC, avec une 2e place à la clé.
En 2004, Patrick Rouillard passe sur quatre roues motrices avec une Toyota Celica ex-usine.  Il devient un grand animateur du trophée Michelin, qu'il remporte d'ailleurs en 2004. 
À compter de fin 2008, il roule en Renault Maxi Megane.

## Galerie photos des voitures de P. Rouillard

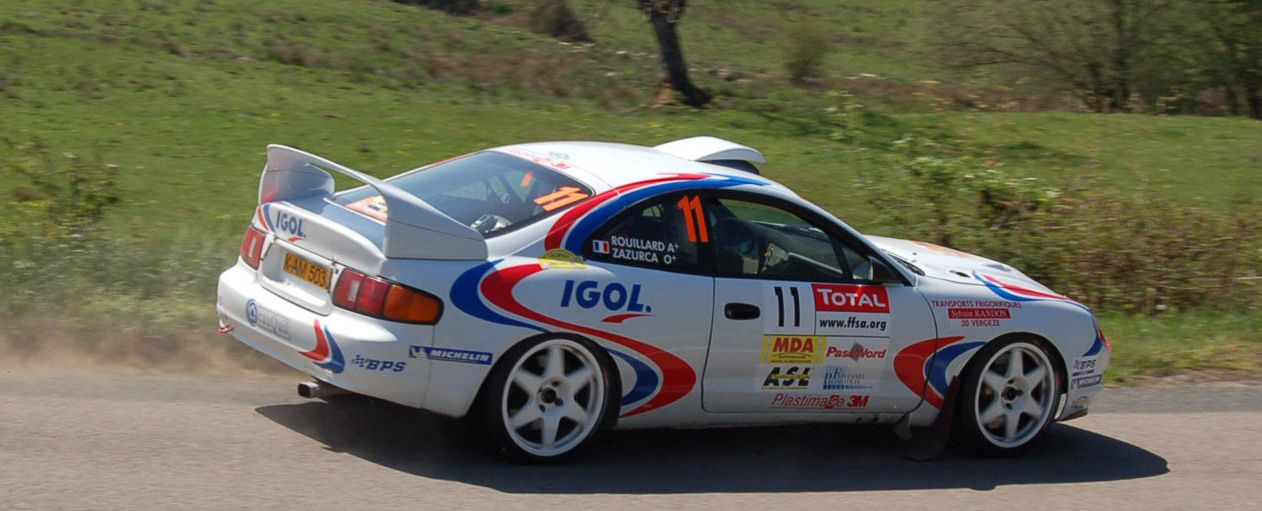
Patrick Rouillard copiloté par Guilhem Zazurca au Lyon Charbonnière 2007 sur Toyota Célica GT4
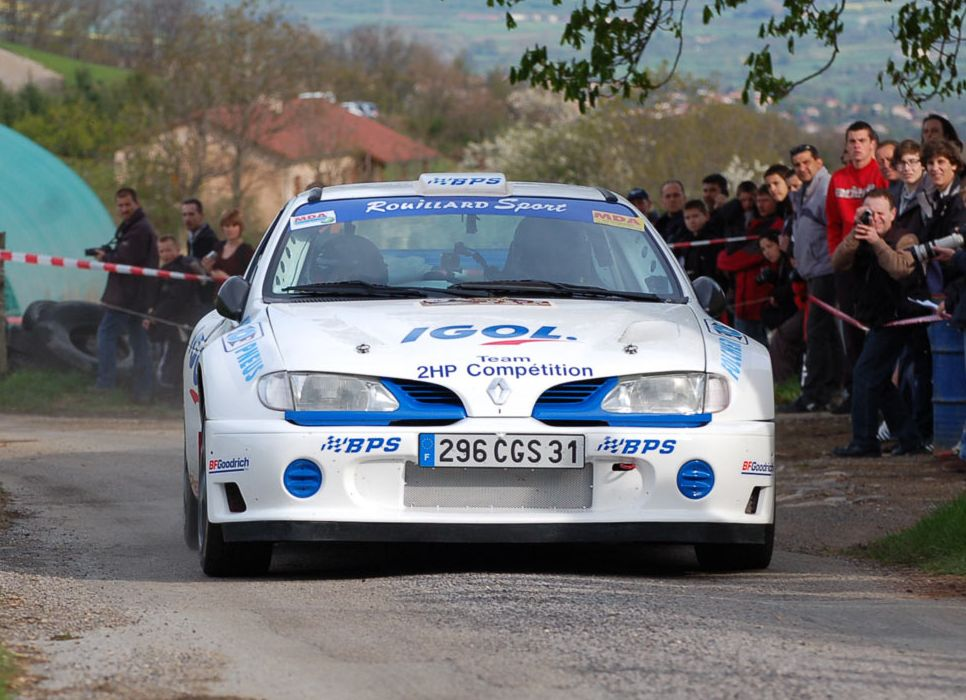
Patrick Rouillard copiloté par Guilhem Zazurca au Lyon Charbonnière 2008 sur Renault Maxi Mégane
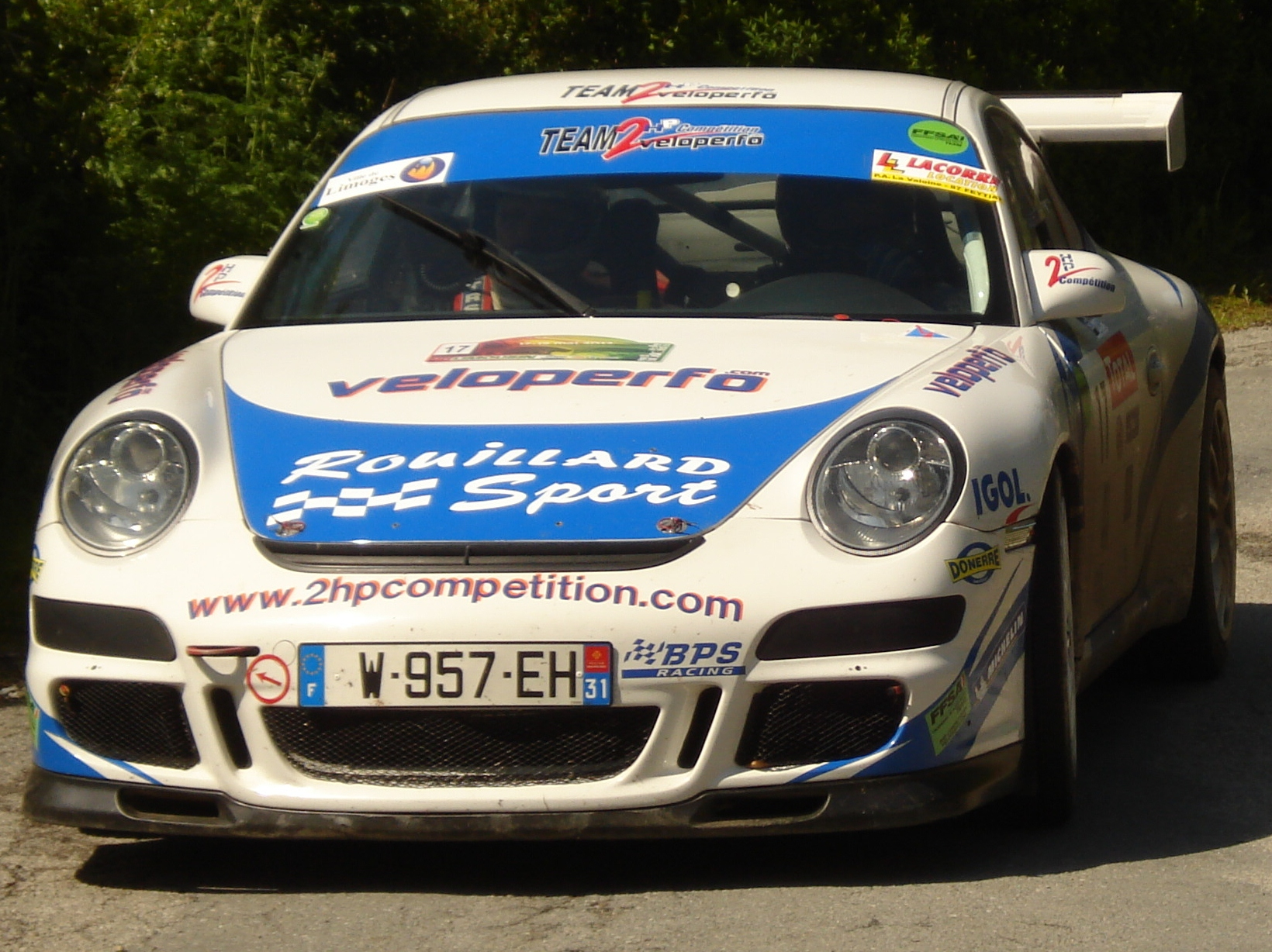
Patrick Rouillard et Philippe Devienne au Rallye du Limousin 2012

## Palmarès
- 2017 - 1er du Trophée Michelin;
- 2008 - 6e du Championnat de France des rallyes 2008 et 3e du Trophée BF Goodrich;
- 2007 - 4e du Championnat de France des rallyes 2007 et 2e du Trophée Michelin;
- 2006 - 2e du Trophée Michelin;
- 2004 - 1er du Trophée Michelin - Rallye de la montagne noire;
- 2002 - 4e du Championnat de France des rallyes 2002;
- 2000 - vainqueur de la Coupe de France des rallyes;
- 1998 - vainqueur de la Coupe de France des rallyes.